# Тупаличе
Тупаличе (словен. Tupaliče) је насељено место у општини Преддвор, Горењска регија, Словенија.

## Историја
До територијалне реорганизације у Словенији било је у саставу старе општине Крањ.

## Становништво
У попису становништва из 2011. године, Тупаличе је имало 408 становника.
| Број становника према пописима | Број становника према пописима | Број становника према пописима |
| ------------------------------ | ------------------------------ | ------------------------------ |
| 1991                           | 2002                           | 2011                           |
| 300                            | 351                            | 408                            |